# Seyyed Hosein Boruyerdí
Seyyed Hosein Tabatabaí Boruyerdí (Boruyerd, 23 de marzo de 1875-Qom, 30 de marzo de 1961) fue un gran ayatolá iraní, durante años considerado único «referente de emulación» de los chiitas duodecimanos a nivel mundial. Tras un largo período formativo en Nayaf y Boruyerd, en 1944 se trasladó a Qom, donde pronto adquirió fama de «referente de emulación» (marŷá-e taqlid, مرجع تقلید) supremo. Mantuvo una posición quietista respecto a la política a lo largo de su vida. Su muerte desató una competición entre ayatolás más jóvenes por ocupar su lugar, y sirvió de aliciente al shah Mohammad Reza Pahlaví para lanzar su programa de reformas modernistas conocido como «Revolución Blanca».